# 南緯29度線
南緯29度線（なんい29どせん）は、地球の赤道面より南に地理緯度にして29度の角度を成す緯線。大西洋、南部アフリカ、インド洋、オーストララシア、太平洋、南アメリカを通過する。
この緯度の下では、夏至点時の可照時間は14時間0分であり、冬至点時の可照時間は10時間17分である。
オーストラリアでは、クイーンズランド州とニューサウスウェールズ州の州境となる緯線である。

## 通過する地域一覧
南緯29度線は、本初子午線から東に向かって以下の場所を通っている。
| 地理座標                                               | 国土・領土・領海 | 備考 |
| ------------------------------------------------------ | ---------------- | --- |
| 南緯29度0分 東経0度0分 / 南緯29.000度 東経0.000度      | 大西洋           | |
| 南緯29度0分 東経16度43分 / 南緯29.000度 東経16.717度   | 南アフリカ共和国 | 北ケープ州 フリーステイト州 |
| 南緯29度0分 東経27度43分 / 南緯29.000度 東経27.717度   | レソト           | |
| 南緯29度0分 東経29度9分 / 南緯29.000度 東経29.150度    | 南アフリカ共和国 | クワズール・ナタール州 |
| 南緯29度0分 東経31度44分 / 南緯29.000度 東経31.733度   | インド洋         | |
| 南緯29度0分 東経114度45分 / 南緯29.000度 東経114.750度 | オーストラリア   | 西オーストラリア州 南オーストラリア州 クイーンズランド州とニューサウスウェールズ州の境界 - この境界線は時々、両州の争いにより南に離れる事がある。 ニューサウスウェールズ州 クイーンズランド州 ニューサウスウェールズ州 |
| 南緯29度0分 東経153度29分 / 南緯29.000度 東経153.483度 | 太平洋           | |
| 南緯29度0分 東経168度1分 / 南緯29.000度 東経168.017度  | ノーフォーク島   | |
| 南緯29度0分 東経168度3分 / 南緯29.000度 東経168.050度  | 太平洋           | ラウル島（ ニュージーランド） |
| 南緯29度0分 西経71度30分 / 南緯29.000度 西経71.500度   | チリ             | |
| 南緯29度0分 西経69度44分 / 南緯29.000度 西経69.733度   | アルゼンチン     | |
| 南緯29度0分 西経56度25分 / 南緯29.000度 西経56.417度   | ブラジル         | リオグランデ・ド・スル州 サンタカタリーナ州 |
| 南緯29度0分 西経49度25分 / 南緯29.000度 西経49.417度   | 大西洋           | |